# Vicky Krieps
Vicky Krieps (Lussemburgo, 4 ottobre 1983) è un'attrice lussemburghese.

## Biografia
Krieps nasce il 4 ottobre del 1983 a Lussemburgo, da madre tedesca e padre lussemburghese. È la nipote di Robert Krieps, ex partigiano e presidente del Partito Operaio Socialista Lussemburghese (LSOP) dal 1980 al 1985. Si iscrive al Conservatoire de Luxembourg dopo aver avuto le sue prime esperienze di recitazione al liceo. Una volta terminati gli studi, trascorre un anno in Sudafrica facendo del volontariato nelle scuole elementari di una località nei pressi di Knysna. Prosegue poi gli studi di recitazione all'Università delle Arti di Zurigo.
Inizia a recitare a teatro, allo Schauspielhaus di Zurigo, esordendo al cinema nel 2009 con un ruolo minore nel film lussemburghese House of Boys. Dopo aver recitato in alcuni cortometraggi, nel 2011 ottiene i suoi primi ruoli di supporto in produzioni internazionali come Hanna di Joe Wright e Anonymous di Roland Emmerich, mentre a livello europeo appare in diversi film tedeschi e francesi. Nel 2014 fa il suo debutto in un ruolo in lingua inglese con il thriller britannico La spia - A Most Wanted Man. Lo stesso anno ottiene il suo primo ruolo da protagonista nel film per la televisione tedesca Elly Beinhorn - Alleinflug, in cui interpreta l'omonima pioniera tedesca dell'aviazione. Il 2014 porta alla Krieps un altro ruolo da protagonista in un film tedesco, la commedia drammatica Das Zimmermädchen Lynn.
Grazie alla sua interpretazione in Das Zimmermädchen Lynn, l'attrice viene notata dal regista Paul Thomas Anderson, che le offre il ruolo della co-protagonista nel film drammatico Il filo nascosto, in cui recita al fianco di Daniel Day-Lewis. Per la sua interpretazione, Krieps viene candidata a diversi premi e ottiene il riconoscimento da parte della critica internazionale. Nel 2018 entra a far parte del cast principale della serie televisiva Das Boot, per la quale riceve un Deutscher Fernsehprei come miglior attrice televisiva.

### Vita privata
Ha una relazione con l'attore tedesco Jonas Laux, con cui ha una figlia, Elisa (nata nel 2011), e un figlio, Jan-Noah (nato nel 2015), e vive a Berlino.

## Filmografia

### Cinema
- House of Boys, regia di Jean-Claude Schlim (2009)
- Wer wenn nicht wir, regia di Andres Veiel (2011)
- Hanna, regia di Joe Wright (2011)
- Elle ne pleure pas, elle chante, regia di Philippe de Pierpont (2011)
- Anonymous, regia di Roland Emmerich (2011)
- Formentera, regia di Ann-Kristin Reyels (2012)
- Schatzritter, regia di Laura Schroeder (2012)
- Two Lives (Zwei Leben), regia di Georg Maas e Judith Kaufmann (2012)
- D'Belle Epoque, regia di Andy Bausch - documentario (2012)
- Die Vermessung der Welt, regia di Detlev Buck (2012)
- Une histoire d'amour, regia di Hélène Fillières (2013)
- Möbius, regia di Éric Rochant (2013)
- Avant l'hiver, regia di Philippe Claudel (2013)
- La Confrérie des larmes, regia di Jean-Baptiste Andrea (2013)
- La spia - A Most Wanted Man (A Most Wanted Man), regia di Anton Corbijn (2014)
- Das Zimmermädchen Lynn, regia di Ingo Haeb (2014)
- Outside the Box, regia di Philip Koch (2015)
- Colonia, regia di Florian Gallenberger (2015)
- Ferien, regia di Bernadette Knoller (2016)
- Was hat uns bloß so ruiniert, regia di Marie Kreutzer (2016)
- Il giovane Karl Marx (Le Jeune Karl Marx), regia di Raoul Peck (2017)
- Gutland, regia di Govinda Van Maele (2017)
- Il filo nascosto (Phantom Thread), regia di Paul Thomas Anderson (2017)
- 3 Tage in Quiberon, regia di Emily Atef (2018)
- Millennium - Quello che non uccide (The Girl in the Spider's Web), regia di Fede Álvarez (2018)
- L'ultimo Vermeer (The Last Vermeer), regia di Dan Friedkin (2019)
- De nos frères blessés, regia di Hélier Cisterne (2020)
- Next Door, regia di Daniel Brühl (2021)
- Sull'isola di Bergman (Bergman Island), regia di Mia Hansen-Løve (2021)
- Stringimi forte (Serre-moi fort), regia di Mathieu Amalric (2021)
- Old, regia di M. Night Shyamalan (2021)
- Beckett, regia di Ferdinando Cito Filomarino (2021)
- Il corsetto dell'imperatrice (Corsage), regia di Marie Kreutzer (2022)
- I tre moschettieri - D'Artagnan (Les Trois Mousquetaires: D'Artagnan), regia di Martin Bourboulon (2023)
- Ingeborg Bachmann - Journey Into the Desert (Ingeborg Bachmann - Reise in die Wüste), regia di Margarethe von Trotta (2023)
- I tre moschettieri - Milady (Les Trois Mousquetaires: Milady), regia di Martin Bourboulon (2023)
- The Dead Don't Hurt - I morti non soffrono (The Dead Don't Hurt), regia di Viggo Mortensen (2023)
- Went Up the Hill, regia di Samuel Van Grinsven (2024)
- Hot Milk, regia di Rebecca Lenkiewicz (2025)
- Love Me Tender, regia di Anna Cazenave Cambet (2025)

### Cortometraggi
- La Nuit passé, regia di Eileen Byrne (2008)
- X on a Map, regia di Jeff Desom (2009)
- Legal.lllegal, regia di Eileen Byrne (2011)
- Meer zwischen uns, regia di Julian Köberer (2014)
- Pitter Patter Goes My Heart, regia di Christoph Rainer (2015)
- M wie Martha, regia di Lena Knauss (2015)

### Televisione
- Tatort – serie TV, 1 episodio (2011)
- Rommel, regia di Niki Stein – film TV (2012)
- Elly Beinhorn - Alleinflug, regia di Christine Hartmann – film TV (2014)
- Das Zeugenhaus, regia di Matti Geschonneck – film TV (2014)
- Tag der Wahrheit, regia di Anna Justice – film TV (2015)
- Mon cher petit village, regia di Gabriel Le Bomin – film TV (2015)
- Berlin Eins, regia di Marvin Kren – film TV (2015)
- Il commissario Schumann (Der Kriminalist) – serie TV, episodio 12x03 (2017)
- Das Boot – serie TV, 10 episodi (2018-2020)
- Harry Haft - Storia di un sopravvissuto (The Survivor), regia di Barry Levinson – film TV (2021)

## Premi e riconoscimenti
- Boston Society of Film Critics Awards[18]
  - 2017 - Candidatura alla miglior attrice per Il filo nascosto
- Chicago Film Critics Association Awards[19]
  - 2017 - Candidatura alla miglior attrice per Il filo nascosto
- Deutscher Fernsehpreis[15]
  - 2019 - Migliore attrice per Das Boot

## Doppiatrici italiane
Nelle versioni in italiano delle opere in cui ha recitato, Vicky Krieps è stata doppiata da:
- Benedetta Degli Innocenti ne Il filo nascosto, Old, Stringimi forte, I tre moschettieri - D'Artagnan, I tre moschettieri - Milady
- Domitilla D'Amico in Hanna, Il corsetto dell'imperatrice, The Dead Don't Hurt - I morti non soffrono
- Emanuela Damasio ne La spia - A Most Wanted Man, Beckett
- Francesca Fiorentini in Anonymous
- Gemma Donati in Colonia
- Valentina Pollani ne Il giovane Karl Marx
- Paola Majano in Millennium - Quello che non uccide
- Federica De Bortoli in Das Boot
- Gaia Bolognesi ne L'ultimo Vermeer
- Marzia Dal Fabbro in Sull'isola di Bergman
- Elena Canone in Harry Haft - Storia di un sopravvissuto